# ایرنه پاپاس
ایرنه پاپاس (یونانی: Ειρήνη Παππά؛ ۳ سپتامبر ۱۹۲۹ – ۱۴ سپتامبر ۲۰۲۲) خواننده و بازیگر اهل یونان بود. وی در طول حدود ۵۰ سال فعالیت هنری‌اش در بیش از ۷۰ فیلم سینمایی بازی نموده‌است. وی به خاطر نقش‌آفرینی قهرمانان تراژدی یونانی و حضور مقتدرانه در صحنه تئاتری شناخته شده‌است.
برخی از فیلم‌هایی که وی در آن‌ها حضور داشته‌است از ماندگارترین آثار تاریخ سینما هستند. ایرنه پاپاس بیشتر از توانایی واقعی بازیگری، بر پایه کلیشه‌های نژادی و ملیتی در نقش زن مقتدر و آتشین مدیترانه‌ای در فیلم‌ها به کار گرفته می‌شد. در ایران وی را بیشتر با نقش هند در فیلم محمد رسول‌الله (فیلم ۱۹۷۶) می‌شناسند.

## زندگی
با نام اصلی «ایرن للکو» (یونانی: Ειρήνη Λελέκου) در ۳ سپتامبر ۱۹۲۹ زاده شد. مادرش، النی، معلم مدرسه و پدرش آموزگار کلاسیک‌های ادبیات و نمایش یونان بود. ایرنه پاپاس دانش‌آموخته رقص و آواز از مدرسه سلطنتی هنرهای دراماتیک در آتن بود. او در ۱۹۴۷ با کارگردان سینما آلکیس پاپاس ازدواج کرد و نام خانوادگی او را گرفت. ازدواج آنها تا ۱۹۵۱ دوام داشت و به هنگام جدایی، نام خانوادگی همسرش را نگاه داشت.
او با مارلون براندو در ۱۹۵۴ آشنا شد و تا سال‌ها رابطه‌ای پنهانی با او داشت.

## فعالیت‌های هنری
ایرنه پاپاس بازی در تئاتر را با بازی در نمایش‌های شکسپیر و ایبسن در سال ۱۹۴۸ آغاز کرد. او با بازی در سینما را از ۱۹۵۱ با شهر مرده (ساخته فریکسوس ایلیادیس) وارد سینما شد اما هرگز تئاتر را رها نکرد.
ایرنه پاپاس نماینده یونان در جشنواره فیلم کن ۱۹۵۲ بود. او نخستین نقش در سینمای آمریکا را در فیلم مردی از قاهره ساخته ری انرایت و ادواردو آنتون در ۱۹۵۳ تجربه کرد. فیلم دوم پاپاس در آمریکا ادای دین به مردی بد ساخته رابرت وایز در ۱۹۵۶ در کنار جیمز کاگنی بود.
فیلم توپ‌های ناواران ساخته جی. لی تامپسون در ۱۹۶۱ پاپاس را به شهرتی جهانی رساند. در همان سال برای بازی در فیلم آنتیگونه جایزه خرس طلایی جشنواره بین‌المللی فیلم برلین را دریافت کرد.
از دیگر فیلم‌های او می‌توان به بازی در فیلم ماندولین کاپیتان کارولی اشاره کرد.
ایرنه پاپاس در طی ۲۶ سال در هفت فیلم با آنتونی کوئین هم‌بازی بود.

## دیدگاه و کنش سیاسی
ایرنه پاپاس عضو حزب کمونیست یونان بود. پس از روی کار آمدن دیکتاتوری نظامی (که پاپاس را «رایش چهارم» می‌نامید) در آن کشور به همراه بعضی دیگر از هنرمندان یونانی مانند میکیس تئودوراکیس از آن کشور تبعید شد و در سال‌های بعد در فیلم‌های انگلیسی، ایتالیایی و آمریکایی بازی کرد.
ایرنه پاپاس تا پایان دهه ۱۹۷۰ بازی در فیلم‌هایی با مضامین سیاسی نزدیک به چپ را ادامه داد. سرشناس‌ترین فیلم سیاسی او زی [در ایران: «زد»] بود.

## خوانندگی
ایرنه پاپاس به کار خوانندگی نیز می‌پرداخت. آلبوم آوازهای تئودوراکیس در ۱۹۶۹ با ترانه‌های فولک یونانی بسیار پرآوازه شد. آلبوم دیگر او به نام اودِس (۱۹۷۹) نیز مجموعه‌ای از هشت ترانه فولکلور یونانی بود  که ونجلیس برای آن آهنگسازی کرد.

## بیماری و درگذشت
در سال ۲۰۱۸ اعلام شده بوده که وی مدت پنج سال است که به بیماری آلزایمر مبتلا می‌باشد. روز چهارشنبه ۱۴ سپتامبر ۲۰۲۲ در ۹۳ سالگی درگذشت.

## گزیده فیلم‌شناسی
- شهر مرده (۱۹۵۱)
- مردی از قاهره (۱۹۵۳)
- Le infedeli  (۱۹۵۳)
- تئودورا، ملکه زرخرید (۱۹۵۴)
- آتیلا (۱۹۵۴)
- ستایش از یک مرد بد (۱۹۵۶)
- نقطهٔ عطف! (۱۹۵۸)
- Bouboulina (۱۹۵۹)
- توپ‌های ناوارون (۱۹۶۱)
- آنتیگونه (۱۹۶۱)
- الکترا (فیلم ۱۹۶۲) (۱۹۶۲)
- The Moon-Spinners (۱۹۶۴)
- زوربای یونانی (۱۹۶۴)
- صلاح مملکت خویش (۱۹۶۷)
- L'Odissea  (۱۹۶۸)
- برادری (۱۹۶۸)
- یک رؤیای پادشاهان (۱۹۶۹)
- زد (۱۹۶۹)
- یک‌هزار روز از آن (۱۹۶۹)
- زنان تروآ (۱۹۷۱)
- Roma Bene (۱۹۷۱)
- ۱۹۳۱: روزی روزگاری در نیویورک (۱۹۷۲)
- جوجه‌اردک را آزار نده (۱۹۷۲)
- نبرد سوتیسکا (۱۹۷۳)
- موسی قانون‌گذار (۱۹۷۴)
- I'll Take Her Like a Father (۱۹۷۴)
- محمد رسول‌الله (۱۹۷۶)
- عروسی خون (۱۹۷۷)
- ایفیگنیا (۱۹۷۷)
- مسیح در ابولی توقف کرد (۱۹۷۹)
- همسر شیطان (۱۹۷۹)
- وراثت (۱۹۷۹)
- مددکار اجتماعی آتشین‌مزاج (۱۹۸۱)
- عمر مختار (۱۹۸۱)
- Eréndira (۱۹۸۳)
- در دل شب (۱۹۸۵)
- سازمان مخفی آسیزی (۱۹۸۵)
- وقایع‌نگاری یک مرگ از پیش اعلام شده (۱۹۸۷)
- فصل بالا (۱۹۸۷)
- جزیره (۱۹۸۹)
- نبرد سه پادشاه (۱۹۹۰)
- Nirvana Street Murder (۱۹۹۰)
- یعقوب (۱۹۹۴)
- جشن (۱۹۹۶)
- ادیسه (۱۹۹۷)
- Anxiety (۱۹۹۸)
- ماندولین کاپیتان کارولی (۲۰۰۱)
- یک تصویر ناطق (۲۰۰۴)